# Oker-Blom
Oker-Blom är en finländsk adlig ätt från vilken medlemmar har invandrat till Sverige. Enligt statistik tillgänglig i juni 2016 var 9 personer med efternamnet Oker-Blom bosatta i Sverige. I den finländska folkbokföringen var 22 personer registrerade, medräknat utflyttade.

## Personer med efternamnet Oker-Blom
- Christian Theodor Oker-Blom (1822–1900), finländsk general
- Maximilian Oker-Blom (1863–1917), finländsk läkare och föregångare i hygien
- Nils Oker-Blom (1919–1995), finländsk läkare